# Bond van Evangelische Kerken in de DDR
De Bond van Evangelische Kerken in de DDR (BEK, in eigen kring veelal aangeduid als Bond) was het grootste protestantse kerkgenootschap in de voormalige Duitse Democratische Republiek (DDR) en bestond van 1969 tot 1991 - toen de BEK weer opging in de Evangelische Kerk in Duitsland.

## Oprichting van de BEK
De nieuwe grondwet van de DDR van 1968 verbood expliciet het bestaan van grensoverschrijdende Duitse organisaties, wat de nodige implicaties had voor de Evangelische Kerk in Duitsland (EKD), die zowel in de Bondsrepubliek als de DDR actief was. Onder druk van de Oost-Duitse overheid en door aansporing van een aantal leidinggevende theologen werd op 5 juni 1968 een commissie (Strukturkommission) ingesteld die tot taak kreeg om de oprichting van een evangelisch (d.i. gereformeerd en luthers) kerkgenootschap voor te bereiden. Op 10 juni 1969 kwam de Bond van Evangelische Kerken in de DDR tot stand. De volgende acht evangelische landskerken (Landeskirchen) maakten deel uit van de BEK:
- De Evangelische Landskerk van Anhalt;
- de Evangelische Kerk in Berlijn-Brandenburg;
- de Evangelische Kerk van het Görlitzer Kerkgebied;
- de Evangelische Landskerk van Greifswald;
- de Evangelisch-Lutherse Landskerk van Mecklenburg;
- de Evangelische Kerk van de Kerkprovincie Saksen;
- de Evangelisch-Lutherse Landskerk van Saksen;
- de Evangelisch-Lutherse Kerk in Thüringen.

In 1970 sloot de Evangelische Broedergemeente in de DDR zich aan de bij de BEK.

## Organisatorische structuur
Met de stichting van de BEK kwam er ook een nieuwe kerkorde. Volgens de kerkorde was de hoogste instantie de Synode (Bundessynode), bestaande uit gekozen vertegenwoordigers van de verschillende landskerken. Daarnaast bestond er een Conferentie van der Kerkleidingen (Konferenz der Kirchenleitungen) waarin de leiders van de verschillende landskerken zitting hadden. Anders dan de EKD kende de BEK geen presidium bestaande uit vertegenwoordigers van de Synode en de Conferentie van Kerkleidingen. De voorzitter van de BEK was de voornaamste bestuurder van het kerkgenootschap.

### Voorzitters van de BEK

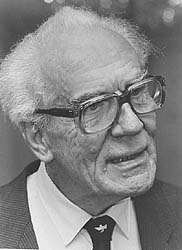
Albrecht Schönherr

- 1969-1981: Albrecht Schönherr, Berlijn-Brandenburg
- 1981-1982: Werner Krusche, Kerkprovincie Saksen
- 1982-1986: Johannes Hempel, Saksen
- 1986-1990: Werner Leich. Thüringen
- 1990-1991: Christoph Demke, Kerkenprovincie Saksen

## Kerk in het socialisme
Omdat de DDR een socialistische staat was, betekende dit dat de BEK een evangelische kerk was in een communistische samenleving. Hierop voortbordurend ontwikkelden een aantal theologen (w.o. Schönherr) het concept van "Kerk in het socialisme" (Kirche im Sozialismus). Dit concept kon (bewust) breed geïnterpreteerd worden. De meest "negatieve" benadering was dat de BEK nu eenmaal bestond in een socialistische republiek en daar moest men nu eenmaal mee "leren leven". Vertegenwoordigers van deze richting distantieerden zich over het algemeen het meeste van het politieke bestel. Een meer "positieve" benadering was dat het niet uitmaakte wat het politieke bestel van een land was, als men het evangelie maar kon verkondigen. De vertegenwoordigers van deze richting hadden meestal een lutherse achtergrond en waren veelal afkomstig uit Thüringen (Thüringer weg). Mensen als Moritz Mitzenheim en Schönherr behoorden tot deze richting. De derde richting, de meest "positieve" benadering van "Kerk in het socialisme", waren aanhangers van het socialisme en streefden naar een dialoog met het marxisme. Zij begroetten de scheiding van kerk en staat, omdat dit eindelijk een einde betekende van  de invloed van de kerkelijke machtshebbers op de wereldlijke macht. Bovendien stonden zij buitengewoon kritisch tegenover de volkskerk. Zij verwierpen kerkelijke oppositiegroepen en de onafhankelijke vredesbewegingen. Een van de belangrijkste vertegenwoordigers van deze richting was de dogmaticus prof. dr. Hanfried Müller, medeoprichter van de Weissenseer Arbeitskreise

### Verhouding tot de staat
De BEK streefde naar een dialoog met de staat. Op 6 maart 1978 ontving de voorzitter van de Staatsraad, Erich Honecker, een delegatie van de BEK. Dit betekende een periode van ontspanning en normalisering in de betrekkingen tussen kerk en staat. Hoogtepunt in de ontspanning tussen kerk en staat was de viering van het Lutherjaar in 1983.